# Ripamonti
Refugio Julio Ripamonti – letnia stacja polarna należąca do Chile, położona na małej wyspie Ardleya, w Zatoce Maxwella u wybrzeża Wyspy Króla Jerzego, w archipelagu Szetlandów Południowych.

## Historia
Stacja składa się z dwóch małych zabudowań, Ripamonti I i II. Pierwsze zostało założone przez Chilijskie Siły Powietrzne w 1982, w 1988 zostało ono przekazane Chilijskiemu Instytutowi Antarktycznemu. Drugie zbudował niemiecki Instytut Alfreda Wegenera; w 1997 roku oddał je w zarząd chilijski. Patronem stacji jest chilijski architekt Julio Ripamonti Barros, twórca pierwszego budynku stacji polarnej Soberanía („Suwerenność”; obecnie: Capitán Arturo Prat).

## Położenie
Wyspę Ardleya, w tym stację Ripamonti, obejmuje swoim zasięgiem Szczególnie Chroniony Obszar Antarktyki nr 150 (Ardley Island) opowierzchni 1,5 km². W obszarze tym gnieździ się 11 gatunków ptaków morskich, w tym pingwiny z rodzaju Pygoscelis, petrelec olbrzymi i oceannik żółtopłetwy. Florę reprezentuje 250 gatunków porostów i 130 gatunków mchów i wątrobowców. Około 50 m od Ripamonti I znajduje się argentyńskie schronienie Ballvé.